# Krutyj Jar (obwód doniecki)
Krutyj Jar (ukr. Крутий Яр) – wieś na Ukrainie, w obwodzie donieckim, w rejonie pokrowskim, w hromadzie Hrodiwka. W 2001 liczyła 107 mieszkańców.